# Vandiyur
Vandiyur es una  ciudad censal situada en el distrito de Madurai en el estado de Tamil Nadu (India). Su población es de 28646 habitantes (2011). Se encuentra a 4 km de Madurai.

## Demografía
Según el censo de 2011 la población de Vandiyur era de 28646 habitantes, de los cuales 14398 eran hombres y 14248 eran mujeres. Vandiyur tiene una tasa media de alfabetización del 85,57%, superior a la media estatal del 80,09%: la alfabetización masculina es del 90,77%, y la alfabetización femenina del 80,35%.